# Plagoa
Plagoa is een geslacht van vlinders van de familie snuitmotten (Pyralidae).

## Soorten
- P. cerostomella (Ragonot, 1888)
- P. zambeziella (Hampson, 1901)